# Bjarne Brustad
Bjarne Brustad (4. marts 1895 i Kristiania – 20. maj 1978 sammesteds) var en norsk komponist, violinist og lærer. 
Brustad spillede i sine tidlige år violin i Oslo og Stavanger Symfoniorkestre. Han rejste rundt i Europa som violinist og komponist i 1920´erne. Han har komponeret 9 symfonier, orkesterværker, kammermusik og violinkoncerter.
Han har også undervist blandt andre Egil Hovland, Knut Nystedt og Bjarne Sløgedal.
|                                        |
| Et fotografi af en ung Bjarne Brustad. |

|                                                                                       |
| Bjarne Brustad som medlem af Den Norske Strygekvartett. Brustad er nr. 2 fra venstre. |

|                                          |
| Fotografi af Bjarne Brustad, cirka 1935. |

|                                                        |
| Bjarne Brustad ved sit skrivebord med noder foran sig. |